# 新疆柳穿鱼
新疆柳穿鱼（学名：Linaria vulgaris sp. acutiloba）为玄参科柳穿鱼属下的一个亚种。

## 扩展阅读
- 維基物種上的相關：新疆柳穿鱼